# Vampyriscus brocki
Vampyriscus brocki é uma espécie de morcego da família Phyllostomidae. Pode ser encontrada no Brasil, Colômbia, Guina e Suriname.